# Oleksandra Matviïtchouk
Oleksandra Viatcheslavivna Matviïtchouk (en ukrainien : Олександра В'ячеславівна Матвійчук), née le 8 octobre 1983 à Boïarka, est une avocate et militante ukrainienne pour les droits de l'homme. Elle dirige l'ONG Centre pour les libertés civiles, qui reçoit le prix Nobel de la paix en 2022. Elle milite pour des réformes démocratiques dans son pays et dans la région de l'OSCE. Depuis octobre 2022, elle occupe le poste de vice-présidente au sein de la Fédération internationale pour les droits humains (FIDH).

## Biographie
Oleksandra Matviïtchouk naît le 8 octobre 1983 à Boïarka. Elle fait ses études de droit à l'université nationale Taras-Chevtchenko de Kiev, d'où elle sort diplômée en 2007.

### Engagements
Elle travaille pour le Centre pour les libertés civiles depuis 2007, date de sa création. En 2012, elle devient membre du conseil consultatif auprès du commissaire aux droits de l'homme du parlement ukrainien, la Rada.
Après la répression violente des manifestants pacifiques, qui réclament la démission du président pro-russe Ianoukovitch, sur la place Maïdan de Kiev le 30 novembre 2013, elle crée l'ONG Euromaidan SOS. L'objectif d'Euromaidan SOS est de fournir une assistance juridique aux victimes de l'Euromaidan à Kiev et dans d'autres villes ukrainiennes, ainsi que de collecter et d'analyser des informations pour protéger les manifestants et fournir des évaluations provisoires de la situation,.
Le 24 février 2016, elle reçoit le « Prix du défenseur de la démocratie », décerné par 16 délégations de l'OSCE, pour sa « contribution exclusive à la promotion de la démocratie et des droits de l'homme »,. En 2021, elle est nommée au Comité des Nations-Unies contre la torture ; elle est aussi autrice de rapports sur les persécutions des acteurs de la société civile en Ukraine.
Dans le cadre de l'invasion de l'Ukraine par la Russie de 2022, elle plaide pour une intensification de l'implication de la Cour pénale internationale (CPI) à propos des crimes de guerre commis sur le territoire ukrainien. Elle apparaît dans un certain nombre de médias internationaux pour représenter la société civile ukrainienne, en particulier en ce qui concerne les questions liées aux personnes déplacées en Ukraine et sur la question des crimes de guerre, ainsi que d'autres problèmes liés aux droits de l'homme. Elle préconise la création d'un « tribunal hybride » spécial pour enquêter sur les crimes de guerre et les violations des droits de l'homme.
Le Centre pour les libertés civiles, qu'elle dirige, reçoit  le prix Nobel de la paix 2022, conjointement avec Ales Bialiatski et l'organisation russe Memorial. Elle prononce un discours le 10 décembre 2022 à Oslo à l'occasion de la remise du prix. Selon elle :

« La guerre en Ukraine n’est pas une guerre entre deux États, mais entre deux systèmes : l'autoritarisme et la démocratie. »

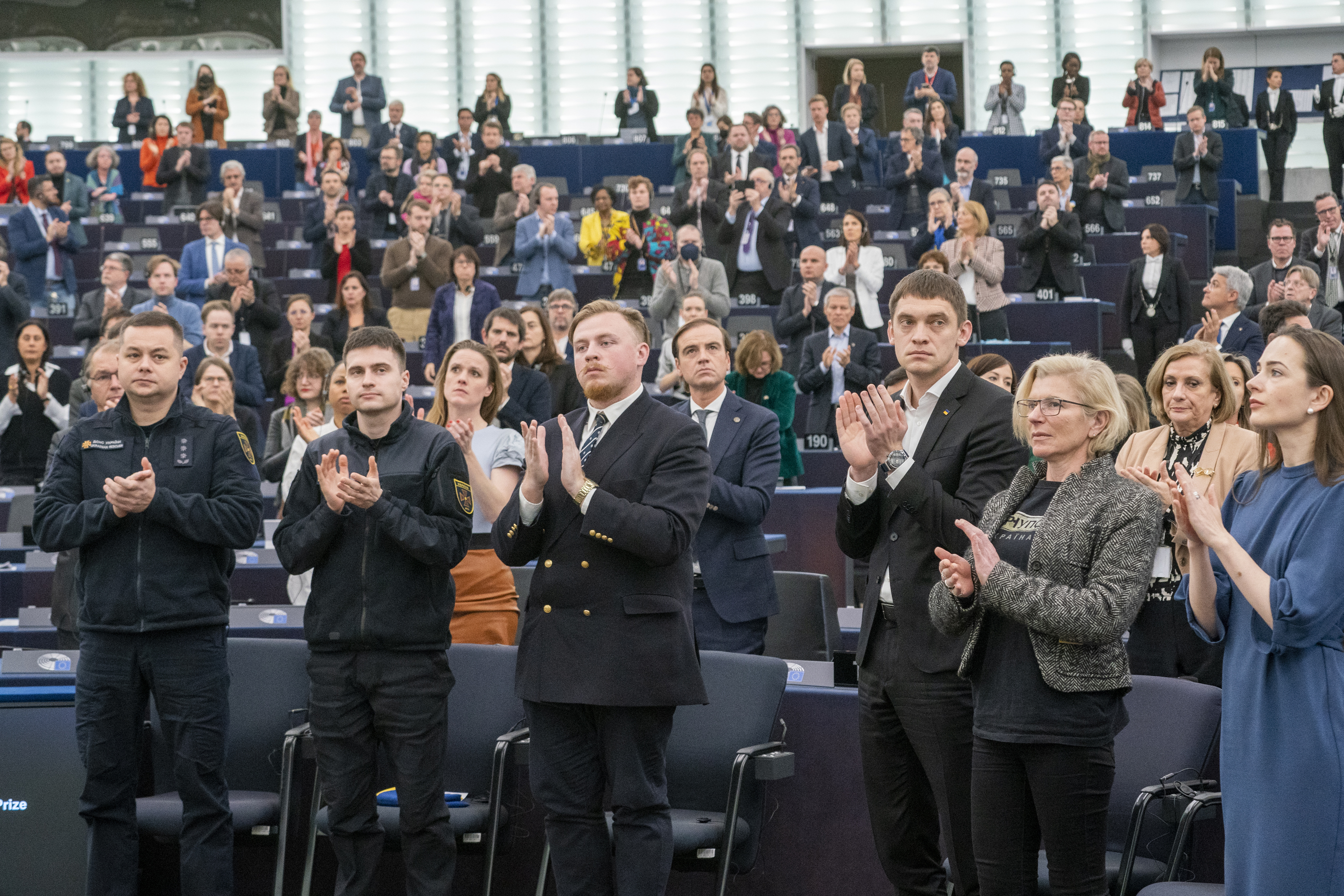
Pour le Prix Sakharov en 2022 avec Ivan Fedorov, Youlia Païevska.

En octobre 2022, elle est élue vice-présidente de la Fédération internationale pour les droits humains (FIDH), un poste qu'elle occupera pendant trois ans. 
Elle reçoit le 16 février 2023 un doctorat honoris causa de l'université catholique de Louvain.

## Publications
- (en) The Fear Peninsula: Chronicles of Occupation and Violation of Human Rights in Crimea, 2016 (lire en ligne)
- (en) 28 Kremlin Hostages, 20 janvier 2016 (lire en ligne)